# Aulacorhynchus prasinus
Aulacorhynchus prasinus là một loài chim trong họ Ramphastidae.

## Hình ảnh

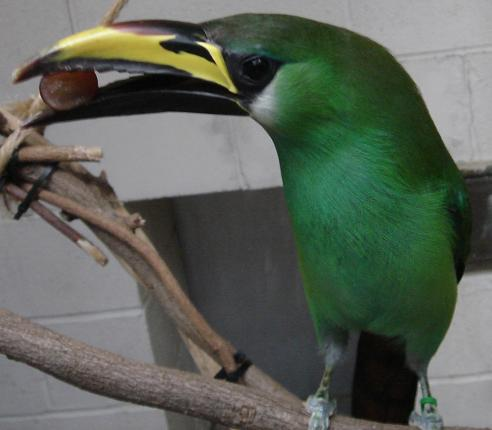